# So Real
So Real —en español: Tan Real — es el primer álbum de estudio de la cantante estadounidense de pop Mandy Moore. Éste fue lanzado por el sello Epic Records alrededor del mundo, durante fines del año 1999. Cuando la cantante se encontraba en plena adolescencia, con solo 15 años de edad; lo que la llevaría a ser una de las grandes responsables de la revitalización que experimentó el pop adolescente en la industria de la música, a finales de los años 90.
El álbum tuvo fuertes competencias, debido al gran movimiento de música pop que se vivo en 1999, a causa de los lanzamientos de los álbumes debut de Britney Spears, Christina Aguilera y Jessica Simpson. Cabe destacar que Moore fue nombrada por los críticos como las cuarta y última Princesa Pop de fines de los 90s a inicios del 2000.
Con el lanzamiento del sencillo "Candy", Mandy logro se convirtió en un fenómeno del pop, el sencillo llegó al número cuarenta y uno en el Billboard Hot 100. El sencillo en el Reino Unido llegó a estar entre los diez primeros puestos en el UK Singles Chart. 
El álbum fue certificado platino en los Estados Unidos, y vendió más de 2.7 millones de copias en todo el mundo. Solo en los Estados Unidos, ha vendido 1 000 000 ejemplares,. convirtiéndose en uno de los álbumes de mayor éxito de todos los tiempos por una cantante joven femenina y el segundo álbum de mayor éxito de Mandy hasta la fecha.

## Antecedentes
A principios de los años 90s, la industria de la música experimentó un cambio radical en el estilo de música escuchada por las grandes masas.
Después de varias exposiciones públicas, donde cantó el himno nacional en varios eventos deportivos de la Florida, Moore grabó algunas canciones que fueron escuchadas por un empleado de FedEx, quien de envió un demo a A&Rata/Epic Records. Entonces, Mandy firmó contrato y comenzó a grabar su álbum debut. Para iniciar la promoción, ella viajó con los Backstreet Boys en 1999 y el álbum fue lanzado en diciembre.

## Canciones
La primera canción del álbum, "So Real", fue también el tercer sencillo lanzado fuera del registro general, el segundo en Australia. En sus letras, Moore canta que lo que siente acerca de un hombre es "muy, muy real". Su segunda canción y primer sencillo, "Candy" , habla de sus sentimientos, que echa de menos y reclama por su amor como "dulces". "What You Want", la tercera canción, afirma Moore que ella puede hacer lo que un hombre quiere, porque ella es la "chica de su la fantasía". "Walk Me Home", el segundo sencillo lanzado del álbum a finales de 1999, es una balada que Mandy parece soñar con su amante y ella le pregunta si "sería andar con su casa". La canción fue comparado con algunos baladas de Janet Jackson. "Lock Me in Your Heart" es un tema a medio tiempo, donde Moore le pregunta a su niño a "me bloqueo en su corazón y tirar la llave". Su sexta pista, "Teléfono(Interlude)" es una canción de 15 años que consiste en un preludio de la séptima canción, "Quit Breaking My Heart", donde Mandy dice que a ella le gusta su novio, pero él siempre le rompe el corazón, lo que tiene que "dejar de romper a su corazón". Un cinco estrellas cubrir "s," Let Me Be The One ", es una canción up-tempo que Mandy parece ser tan celoso le dice a su amante para que sea ella la que le da su el amor. "Not Too Young", la novena pista, es otra canción de ritmo rápido, que dice Moore que un hombre está tratando de llegar a ella y cree que puede hacer eso porque ella es más joven que él. Sin embargo, ella canta que ella es "no demasiado joven para saber lo que hay que hacer, y una de esas cosas es no caer para usted". En Evan Rogers y Sturken Carl producido pista, "Love Shot", Moore le pregunta a su novio si la puede manejar, ya ella no va a "dejar en [su] amor tiro". La siguiente canción, "I Like It", que fue co-escrito por el Backstreet Boys miembros, Howie Dorough , está relacionado con todo lo que te gusta cuando una persona hace y siente que derecha. Su pista XII, "Love You Para Siempre", es una pista de tempo medio, donde Mandy quiere que ella podría estar con su novio para siempre, porque ella lo va a amar para siempre. "Quit Breaking My Heart (Reprise)" , el cual termina el álbum, es un tema acústico, como que se repite el estribillo de su canción original.

## Recepción
Comentarios de los críticos a este álbum fueron por lo general negativos:
- William Ruhlmann de Allmusic dijo, "que el álbum debut de mandy sonaba como si hubiera sido inspirada casi en su totalidad de los álbumes de 'N Sync, Backstreet Boys y Britney Spears, citando las similitudes entre las canciones "So Real" de Mandy Moore y "Let Me Be the One" de los Backstreet Boys", y diciendo que Moore ocasionales gruñidos "similares a Britney" en  "...Baby One More Time ".

## Lista de pistas
|    | Título                             | Escritura                                  | Duración |
| -- | ---------------------------------- | ------------------------------------------ | -------- |
| 1  | "So Real"                          | Tony Battaglia                             | 3:51     |
| 2  | "Candy"                            | David Rice, Mark Stevens                   | 3:56     |
| 3  | "What You Want"                    | Tony Battaglia, Shaun Fisher, Skip Masland | 3:42     |
| 4  | "Walk Me Home"                     | T. Moran                                   | 4:23     |
| 5  | "Lock Me in Your Heart"            | Battaglia, Fisher)                         | 3:31     |
| 6  | "Telephone (Interlude)"            | Mandy Moore                                | 0:15     |
| 7  | "Quit Breaking My Heart"           | Fisher, Battaglia                          | 3:53     |
| 8  | "Let Me Be the One"                | Ian Foster                                 | 3:49     |
| 9  | "Not Too Young"                    | Battaglia, Obie Morant                     | 3:52     |
| 10 | "Love Shot"                        | Evan Rogers, Carl Sturken                  | 4:24     |
| 11 | "I Like It"                        | Battaglia, Moran                           | 4:26     |
| 12 | "Love You for Always"              | Battaglia, Fisher                          | 3:22     |
| 13 | "Quit Breaking My Heart (Reprise)" | Fisher, Battaglia                          | 3:31     |

## Promoción

### Sencillos

#### Candy

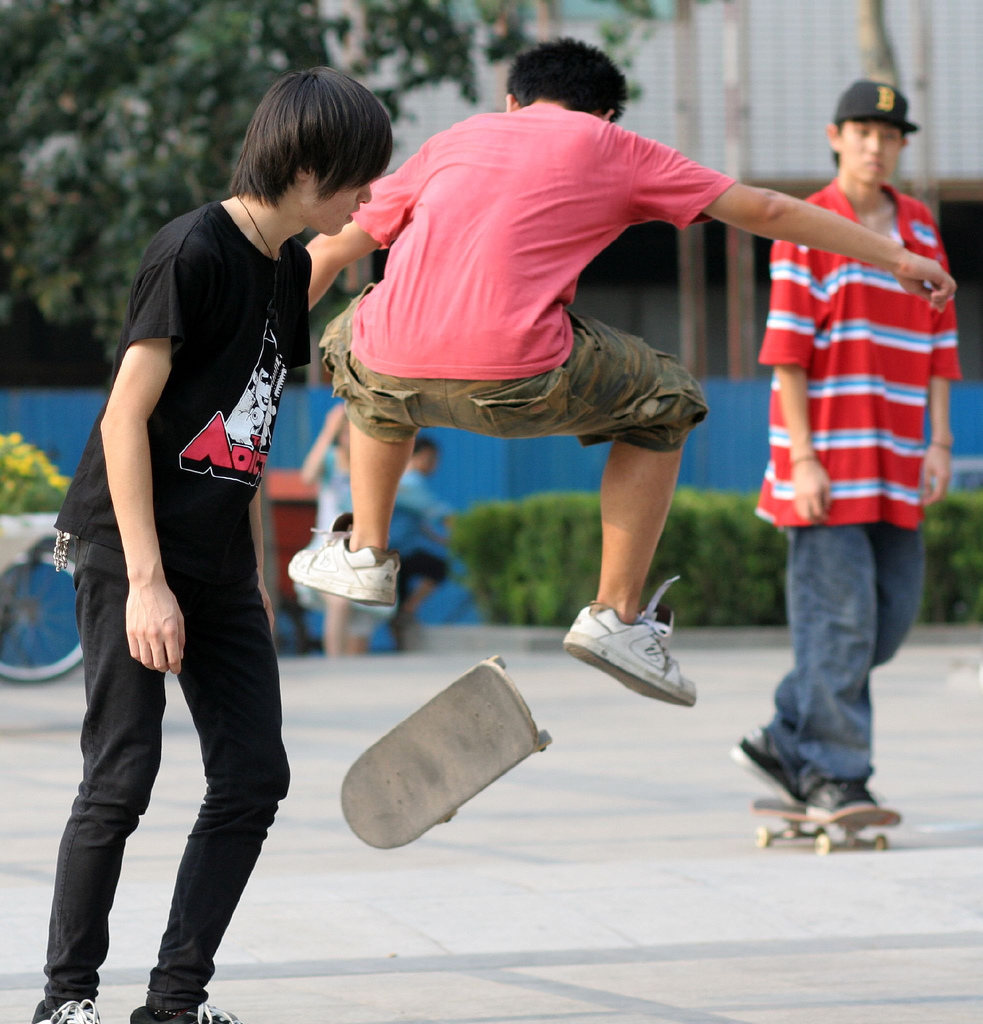
El video musical de "Candy" fue rodado en su mayoría en una pista Skate.

"Candy" , es el sencillo debut de Mandy Moore. Su estreno fue realizado en las radios de Estados Unidos, el 17 de agosto de 1999. El tema fue escrita y producida por Denise Rich, Dave Katz y Denny Kleiman. La canción trata acerca de una chica que le dice a un chico cuánto lo ama y que él se anime a pedirle que sea su pareja, Mandy relaciona el amor como un dulce al decir en un fragmento de su canción "sweet to me like sugar to my heart, I'm craving for you, I'm missing you like candy" (en español se podría interpretar como: "dulce para mí como azúcar para mi corazón, estoy anhelando por ti, me haces falta como un dulce"). Candy pertenece al género pop similar al de las chicas pop de finales de los noventa, la canción se podría definir en ritmo como una mezcla entre ...Baby One More Time de Britney Spears y Genie in a Bottle de Christina Aguilera.
El video musical para promocionar al sencillo y al álbum a la vez, fue dirigido por Chris Robinson. El videoclip inicia con tomas de una tranquila calle de los Estados Unidos donde se supone está la casa de Mandy Moore, la cámara se enfoca en su habitación donde ella empieza a cantar, aproximadamente después de un minuto sus amigas la llaman por la ventana, y todas salen en un VW Bettle verde, en el camino hacia la cafetería Mandy mira al chico que ella quiere y quien le dedica la canción, en el clímax del video monta una coreografía con sus bailarinas en el centro de una pista donde hay personas en patineta y patines. Al finalizar el video musical se muestra a Moore y a sus bailarinas alrededor de ella.
El sencillo la lanzó a la fama, llegó a la posición número uno en ventas durante dos semanas, al final de su promoción ya había logrado vender más de 500,000 copias en los Estados Unidos recibiendo la certificación de disco de oro, llegó en la posición 41 en el Billboard Hot 100 y fue número 27 dentro del Billboard Top 40 Mainstream. Mientras que en países musicalmente importantes como Australia se colocó en la segunda posición, donde fue certificado con disco de platino al haber superado las 70,000 copias vendidas de acuerdo con la ARIA; en el Reino Unido debutó en el número seis, donde vendió cerca de 100,000 copias. A nivel mundial Candy vendió un total de 2,341,000 de unidades, siendo el sencillo más exitoso de Mandy Moore.

#### Walk Me Home
"Walk Me Home" fue el segundo sencillo de So Real. Fue lanzado a finales de 1999. "Walk Me Home" fue escrita y producida Tony Battaglia y Shaun Fisher. La canción fue relanzado en 2000 y apareció en la película "Center Stage".
El sencillo que no recibió el mismo éxito que "Candy" por lo que fue un fracaso, a no alcanzar el Billboard Hot 100. 
Moore rodó el video musical de «Walk Me Home» en un estudio de Los Ángeles, California, para la fecha de 24 y 23 de febrero de 2000. La dirección estuvo a cargo del Gregory Dark. El vídeo narrando y presentando la historia de dos chicas, una de ellas es una famosa actriz de Hollywood y la otra una chica común y corriente. Las dos describe el momento que viven en el estreno de la película "Ice Blue". Moore mantine una relación con el chico que aparece en el video, tanto en la película como en la vida real.
Existe dos versiones de este video. El primer vídeo musical fue lanzado en un [DVD] titulado, Mandy Moore: The Real Story con características de la versión original, mientras que el seguimiento de lanzamiento del DVD que se editó con The Best of Mandy Moore cuenta con una versión cortada, la supresión de la subparcela del video en el que Mandy es soñar despierto de estar con un actor.

#### So Real
"So Real" fue el tercer y último sencillo extraído de su álbum debut. Fue lanzado el 13 de junio de 2000 en los Estados Unidos. Escrita y producida por Tony Battaglia y Shaun Fisher. El video música también fue lanzado para el sencillo, pero no fue lanzado en los Estados Unidos. El sencillo fue grabado en francés y publicado muy poco en Francia. Además, "So Real" fue lanzado a las estaciones de radio en Japón.
Aunque "Candy" ha sido un gran éxito en Australia, alcanzando el número dos en la lista de singles, "So Real" fue un éxito moderado y alcanzó el número 21 en la tabla ARIA en julio de 2000.

## Posicionamiento
So Real debutó en la tercera semana de mes de diciembre de 1999, en la posición n.º 71 de 
Billboard 200, en marzo de 2000, alcanzó la posición n.º 31, su más alta en la lista. El álbum se mantuvo 23 semanas en el charts, logrando vender un 1 millón solo en Estados Unidos. Siendo certificado disco de platino por la asociación RIAA.
| Listas (1999)      | Posición | Certificación | Venta            |
| ------------------ | -------- | ------------- | ---------------- |
| U.S. Billboard 200 | 31       | Platino       | 1 000 000 Copias |